# Falkener Platte
Als Falkener Platte wird der östlich der Werra und westlich des Hainich gelegene Teil der westlichen Muschelkalk-Umrahmung des Thüringer Beckens, Haupteinheit Ringgau–Hainich–Obereichsfeld–Dün–Hainleite in den Landkreisen Wartburg und Unstrut-Hainich bezeichnet.

## Geographische Lage
Der zwischen der Werra und dem Hainich gelegene keilförmige Höhenzug ist in Nord-Süd-Richtung etwa 9 km lang und im Norden an seiner breitesten Stelle bis zu 6 km breit.
Sie wird orographisch eingegrenzt von der Werra im Südwesten, dem Heldrabach (Haselbach) im Nordwesten und dem Lempertsbach im Osten. Die nächstliegende Stadt Treffurt liegt unmittelbar am westlichen, Heyerode am nordöstlichen und Mihla am südöstlichen Rand. Die kreisfreie Stadt Eisenach befindet sich etwa 10 km vom südlichen Rand entfernt.

## Naturräumliche Zuordnung
Die Falkener Platte wird naturräumlich nach Blatt Kassel wie folgt zugeordnet:
- (zu 47/48 Thüringer Becken (mit Randplatten))
  - (zu 483 Ringgau–Hainich–Obereichsfeld–Dün–Hainleite)
    - 483.5 Hainich
      - 483.52 Falkener Platte

Die Falkener Platte stellt einen eigenständigen Höhenzug dar, der durch das sich östlich anschließende Grundbachtal des Lempertsbaches=Grundbachs an der Eichenberg–Gotha–Saalfelder Störungszone vom Hohen Hainich separiert wird.
Der orographisch zu Falkener Platte gerechnete westliche Sporn mit der Adolfsburg nördlich Treffurts und das angrenzende Haselbachtal werden naturraummäßig bereits zu den Wanfrieder Werrahöhen gerechnet.
In der rein innerthüringischen Gliederung Die Naturräume Thüringens der Thüringer Landesanstalt für Umwelt und Geologie (TLUG) wird die Falkener Platte demgegenüber der Einheit Werrabergland–Hörselberge zugerechnet.

## Geologie
Die Falkener Platte bildet ein Übergangsgebiet zwischen den mächtigen Muschelkalk-Plateaus von Hainich und Oberen Eichsfeld östlich der Werra und der Muschelkalkplatte des Nördlichen Ringgaus westlich der Werra.
Der Abfall zu kleinen Nebentälern der Werra bzw. zur Werra selber erfolgt in einer schroffen Stufe, dem eigentlichen Werradurchbruch.
Während die Plateaus und flachen Hänge landwirtschaftlich genutzt werden, sind die steilen Ränder überwiegend bewaldet.

## Berge

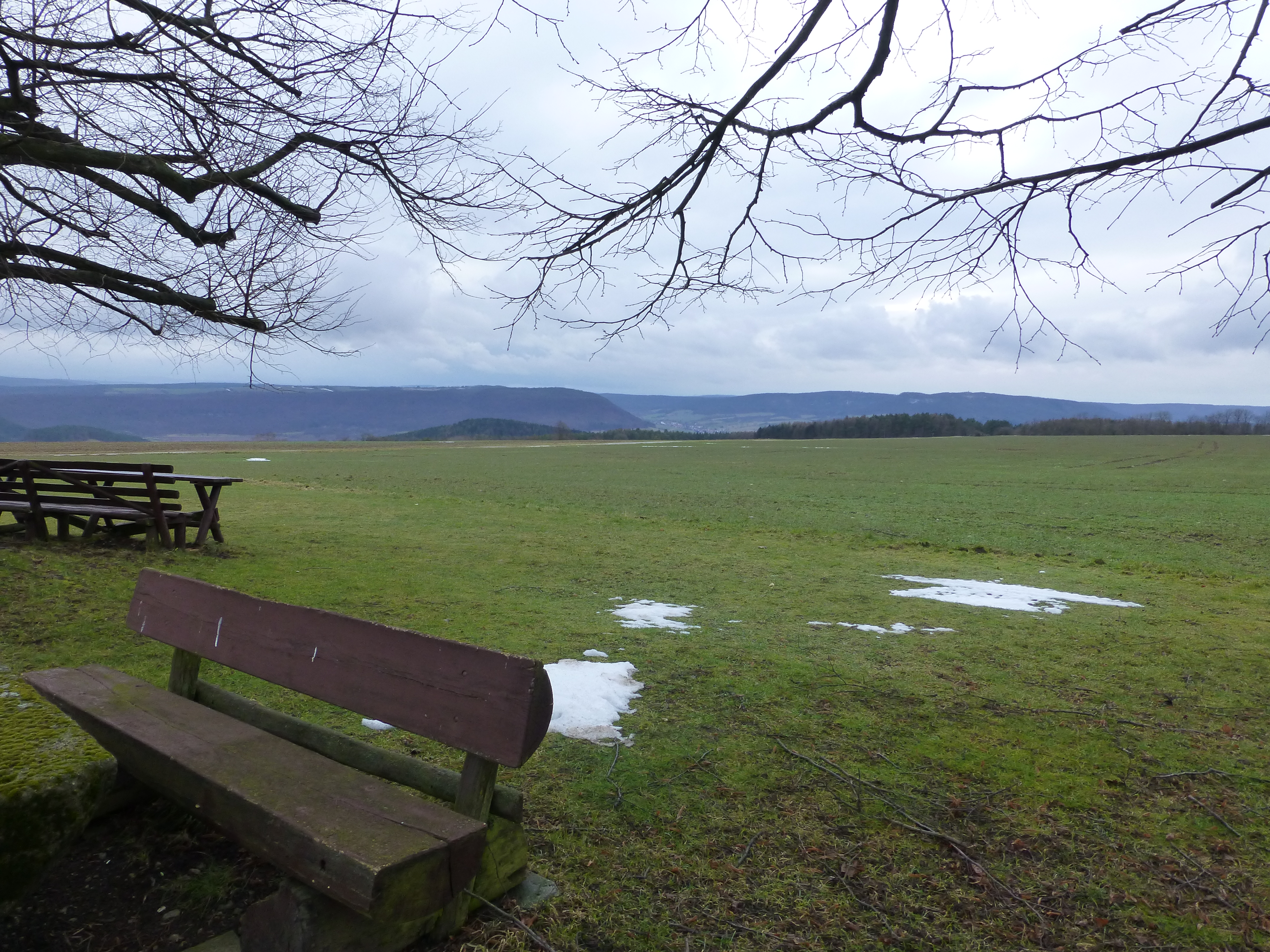
Blick von der Lindenhecke über das Werratal nach Nordwesten

Die wichtigsten Berge sind der Höhe nach:
- Dörnerberg (478,1 m), Unstrut-Hainich-Kreis, südlich von Diedorf
- Lindenhecke (446,3 m), Grenzbereich der Landkreise Unstrut-Hainich und Wartburg, südlich von Schierschwende
- Dudelberg (435,1 m), Wartburgkreis, westlich von Hallungen
- Goldberg (379,8 m), Wartburgkreis, östlich von Falken
- Eselskopf (365,7 m), Wartburgkreis, westlich von Nazza
- Sülzenberg (362,0 m), Wartburgkreis, östlich von Treffurt
- Fuchsberg (350,2 m), Wartburgkreis, südwestlich von Nazza
- Kahn (321,7 m), Wartburgkreis, nördlich von Falken

Der westliche gelegene schmale Rücken der Adolfsburg (378,7 m), im Wartburgkreis, wird bereits zum Naturraum der Wanfrieder Werrahöhen gezählt.